# كمك العليا (تشهار دولي)
کمك العلیا (بالفارسية: کمک علیا) هي قرية تقع في إيران في Chaharduli Rural District. يقدر عدد سكانها بـ 235 نسمة .